# 17173 Evgenyamosov
A 17173 Evgenyamosov (ideiglenes jelöléssel 1999 RN10) a Naprendszer kisbolygóövében található aszteroida. A LINEAR projekt keretében fedezték fel 1999. szeptember 7-én.